# Gregariella difficilis
Gregariella difficilis — вид морских двустворчатых моллюсков из семейства Anatinellidae отряда Veneroida. Известны в ископаемом виде.
Длина раковины до 14, высота до 7 см. Она удлинённая, довольно тонкая. Окрас коричневый или чёрно-коричневый. Макушки сильно сдвинуты вперед, но не достигают передней оконечности створок. Задний конец каждой створки густо покрыт длинными выростами периостракума, похожими на щетинки. У старых экземпляров их может не быть. Внутренняя сторона задней части створок обычно фиолетовая. Встречается в водах Тихого океана от Жёлтого моря до залива Петра Великого, у юго-западного Сахалина, от северных Японских до Командорских островов. Живёт и у открытых берегов, и в бухтах на глубинах от 2 до 20 м, в основном на заиленной гальке. Крепится к субстрату хорошо развитым биссусом. Часто образует сростки из 20—30 взрослых моллюсков и большого количество молодых. Расселяются при помощи пелагической личинки. Они безвредны для человека, их охранный статус не определён, добываются вместе с мидией Грея и идут на консервы.